# Municipio de Jerez
El municipio de Jerez es uno de los 58 municipios del estado mexicano de Zacatecas. Su cabecera es la localidad de Jerez de García Salinas. Se encuentra en el oeste del estado.

## Historia
Época prehispánica
En la época prehispánica grupos como los Zacatecos habitaban por el municipio, sobre todo por la Sierra de Los Cardos. Su vestuario consistía en taparrabo para los hombres y falda y blusa para las mujeres.  
Época virreinal
Aunque se dice que fue fundada un 23 de enero de 1536 para defensa del camino de Guadalajara a Zacatecas, contra los ataques de los indígenas sumisos para abastecer y resguardar las minas de Zacatecas. La historia documentada de Jerez comienza a partir del 20 de enero y 22 de febrero de 1570, de conformidad con escritos tangibles y existentes.

### 1. Jerez como punto de asentamiento temprano
Jerez fue fundado en 1569 como una villa de españoles en la región de la Nueva Galicia. Su ubicación estratégica entre Zacatecas y el norte lo convirtió en un lugar clave para los primeros colonos que buscaban establecerse en zonas seguras, con acceso a agua, tierras fértiles y rutas comerciales. Era un centro de apoyo para la minería de Zacatecas, y los pueblos circundantes solían abastecer a esta actividad.
A diferencia de otras partes del estado de Zacatecas, que son más áridas, Jerez tenía tierras aptas para la agricultura y la ganadería. Esto atrajo a muchas familias españolas y mestizas que buscaban estabilidad económica. La vida rural también facilitó la formación de familias grandes, lo que contribuyó al crecimiento poblacional.
Dispersión por el crecimiento demográfico
Conforme las familias crecían y el acceso a tierras se volvía limitado en el propio Jerez, las nuevas generaciones comenzaron a buscar tierras disponibles en otras partes de Zacatecas y más allá. Este fenómeno fue común en el virreinato, donde las segundas y terceras generaciones se veían forzadas a migrar para encontrar mejores oportunidades.
Expansión hacia el norte y el Bajío
Durante los siglos XVII y XVIII, muchas familias se desplazaron hacia otras regiones como Aguascalientes, San Luis Potosí, Durango y Coahuila, siguiendo rutas de colonización impulsadas por la minería, la agricultura y la ganadería. Zacatecas y, en especial, Jerez, fue uno de los puntos de origen de estos movimientos.
Las familias que se establecieron en Jerez tendían a conservar sus apellidos y tradiciones a lo largo de generaciones. Muchos registros parroquiales de esa época muestran cómo los mismos apellidos reaparecen en otras regiones del estado y el país, reflejando esa dispersión.
Jerez estaba en una posición geográfica importante en las rutas hacia el norte de México, que se consolidaron durante la época virreinal. Esto también facilitó que las familias que inicialmente se asentaron en Jerez se convirtieran en un punto de partida para la colonización de nuevas tierras.
Las familias de Jerez, al ser numerosas y trabajar en actividades económicas sólidas como el campo y la ganadería, dejaron descendencia amplia, lo que contribuyó a la sensación de que "todos vienen de aquí". Aunque con el tiempo estas familias se desplazaron, sus raíces en Jerez se mantuvieron como parte de su identidad.
Periodo independentista
En 1811, procedente de Colotlán llegó a Jerez el Cura de Matehuala, José Francisco Álvarez, cabecilla realista que había sido herido, así como el capellán castrense Francisco Inguanzo.
En Jerez el fusilamiento de supuestos insurrectos realizado en la Plaza Mayor frente a las casas consistoriales.

## Geografía
Se encuentra ubicado en la Región Central a 22° 40´ de latitud norte y 103°00 de longitud oeste, con una altura media de 2,027 sobre el nivel del mar. El municipio cuenta con una superficie de 1,521 kilómetros cuadrados.

### Carreteras principales
- Carretera Federal 23

### Municipios adyacentes
- Municipio de Fresnillo – norte
- Municipio de Calera – norte
- Municipio de Zacatecas – este
- Municipio de Villanueva – sur
- Municipio de Tepetongo – sur
- Municipio de Susticacán – oeste
- Municipio de Valparaíso – oeste

### Topografía
El territorio es plano en su mayoría, con pequeñas ondulaciones; pero en el norte del municipio, así como en el poniente se encuentra la sierra de Jerez y su altura máxima, en la Sierra de Candelas, de 2,750 m s. n. m.

### Hidrografía
La hidrografía de este municipio se compone por la afluencia del Río Jerez, con corriente de norte a sur que pasa por la cabecera municipal, abasteciendo algunos depósitos.
La infraestructura hidráulica es de 158 pozos de uso agrícola, seis de uso domiciliario y usos públicos. Asimismo se encuentran ubicados cinco presas con una capacidad de 34,258.000 metros cúbicos,  estas son: Encino Mocho, localizada en la corriente del arroyo del mismo nombre, el Tesorero ubicada en el Río Jerez. Los ríos aprovechan la corriente del arroyo San Nicolás.

### Flora y fauna
De la flora en este municipio, puede encontrar variedad diversa de especies vegetales como:
Encinos, pinos, mezquite, huizache, manzanita, nopales, así como diferentes tipos de pastos.
La fauna silvestre cuenta con mamíferos como conejo, liebre, puma, jabalí de collar, gato montes, coyote, venado cola blanca, mapache, algunas aves como guajolote silvestre, codorniz escamosa, paloma julota, paloma ala blanca, así como roedores, reptiles, gatos, perros, así como caballos.

## Demografía
El municipio de Jerez cuenta con 59,910 habitantes según el censo del INEGI de 2020.

### Nivel de marginación
El índice de marginación del municipio es bajo.

### Principales poblaciones
Además de la cabecera municipal, según el censo 2020, Jerez cuenta con 153 localidades dispersas en sus 2.027 km² de territorio. Los principales centros poblacionales del municipio son:
| Localidad               | Población |
| Total Municipio         | 59 910    |
| Jerez de García Salinas | 46 132    |
| Ermita de Guadalupe     | 2 434     |
| Ermita de los Correa    | 919       |
| Santa Rita (Luis Moya)  | 859       |
| Los Haro                | 755       |
| La Gavia                | 442       |
| El Durazno              | 407       |
| El Cargadero            | 389       |
| San Juan del Centro     | 366       |

## Gobierno

### Presidentes municipales
| Presidente municipal | Presidente municipal            | Periodo     | Partido | Elección |
| -------------------- | ------------------------------- | ----------- | ------- | -------- |
|                      | Ismael Solís Mares              | 2001 – 2004 |         | 2001     |
|                      | Andrés Bermúdez Viramontes      | 2004 – 2007 |         | 2004     |
|                      | Alma Araceli Ávila Cortez       | 2007 – 2010 |         | 2007     |
|                      | Eduardo López Mireles           | 2010 – 2013 |         | 2010     |
|                      | José Manuel Viramontes          | 2013 – 2016 |         | 2013     |
|                      | Fernando Enrique Uc Jacobo      | 2016 – 2018 |         | 2016     |
|                      | Antonio Aceves Sánchez          | 2018 – 2021 |         | 2018     |
|                      | José Humberto Salazar Contreras | 2021 – 2024 |         | 2021     |
|                      | Rodrigo Ureño Bañuelos          | 2024 – 2027 |         | 2024     |